# IC 5286
IC 5286 је спирална галаксија у сазвјежђу Индијанац која се налази на листи објеката дубоког неба у Индекс каталогу.
Деклинација објекта је - 68° 15' 12" а ректасцензија 23h 9m 56,0s. Привидна величина (магнитуда) објекта IC 5286 износи 15,4 а фотографска магнитуда 16,2. IC 5286 је још познат и под ознакама ESO 77-5, PGC 70595.